# ژان فرانسوا کورنتزکی
ژان فرانسوا کورنتزکی (انگلیسی: Jean-François Kornetzky؛ زادهٔ ۲۷ ژوئیهٔ ۱۹۸۲) بازیکن فوتبال اهل فرانسه است.
از باشگاه‌هایی که در آن بازی کرده‌است می‌توان به باشگاه فوتبال کارلسروهه، باشگاه فوتبال اس‌وی زاندهاوزن، باشگاه فوتبال استراسبورگ، باشگاه فوتبال قوت-وایس ارفورت، و باشگاه فوتبال دینامو درسدن اشاره کرد.